# Gentrificazione

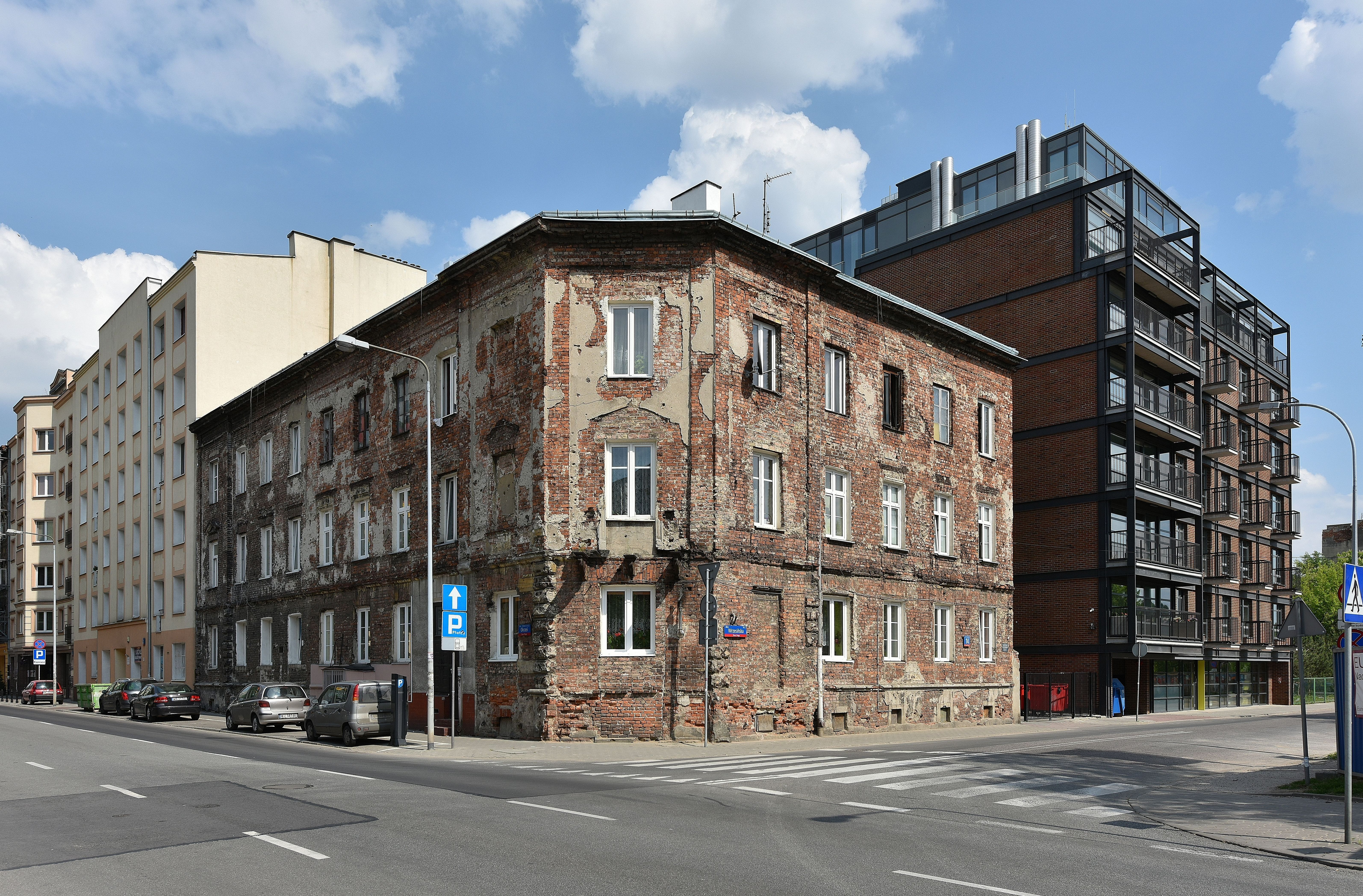
Un edificio di nuova costruzione accanto a un edificio storico rimasto privo di manutenzione a Varsavia

La gentrificazione (in inglese gentrification, letteralmente, borghesizzazione) è un concetto sociologico che indica il progressivo cambiamento socioculturale di un'area urbana da proletaria a borghese a seguito dell'acquisto di immobili, e loro conseguente rivalutazione sul mercato, da parte di soggetti abbienti. Sinteticamente, può essere definita come processo di imborghesimento di aree urbane un tempo appannaggio della classe operaia, la quale è progressivamente rimpiazzata non potendo più economicamente sostenere i nuovi standard qualitativi del luogo di residenza.
Il processo di gentrificazione è in genere il risultato di una crescente attrazione verso un'area da parte di persone con redditi più elevati, che si riversano dalle città, paesi o quartieri vicini. Ulteriori passi sono maggiori investimenti in una comunità e nelle relative infrastrutture da parte di imprese di sviluppo immobiliare, governo locale o attivisti della comunità e il conseguente sviluppo economico, maggiore attrazione per le imprese e tassi di criminalità inferiori. Oltre a questi potenziali benefici, la gentrificazione può portare alla migrazione e allo sfollamento della popolazione. Tuttavia, alcuni vedono la paura dello sfollamento, che domina il dibattito sulla gentrificazione, come un ostacolo alla discussione su approcci autentici progressisti per distribuire i benefici delle strategie di riqualificazione urbana.

## Descrizione

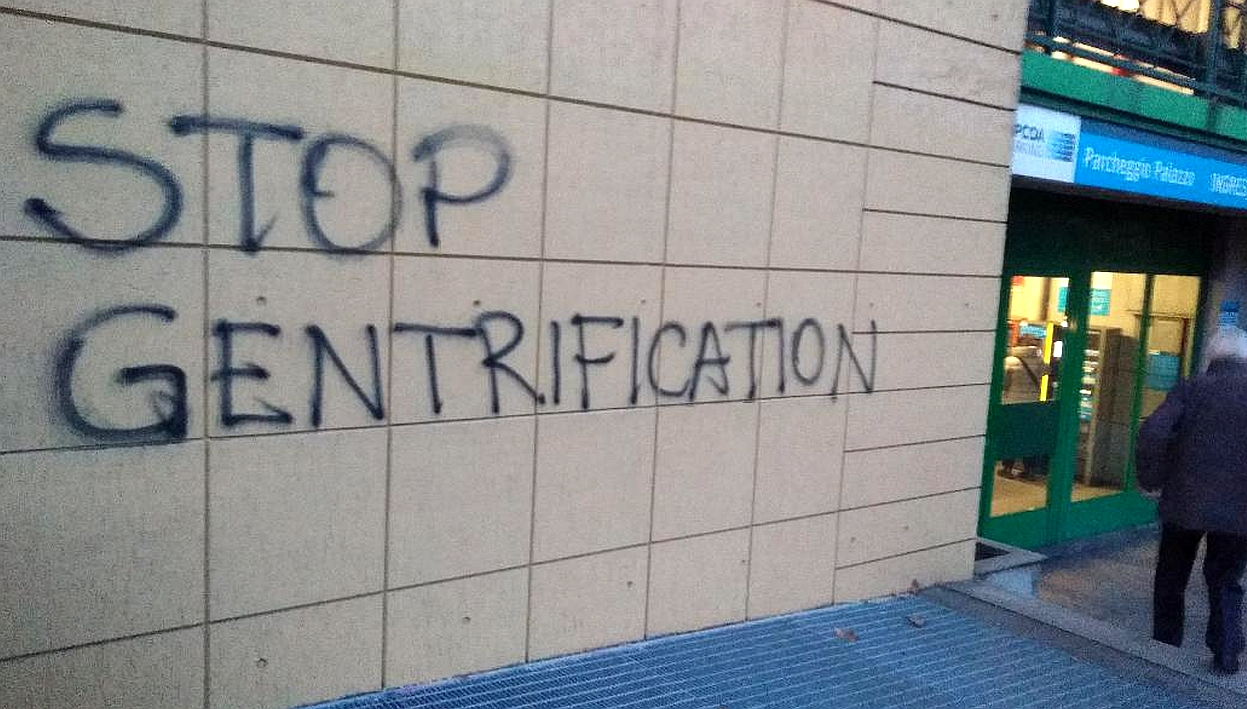
STOP GENTRIFICATION: scritta murale a Torino nella popolare zona di Porta Palazzo, da tempo al centro di contrasti ideologici circa una sua radicale trasformazione in quartiere di lusso

Il termine gentrification è stato introdotto in ambito accademico dalla sociologa inglese Ruth Glass nel 1964 per descrivere i cambiamenti fisici e sociali di un quartiere di Londra seguiti all'insediamento di un nuovo gruppo sociale di classe media. A tal proposito C. Hamnett ha scritto:
Questi cambiamenti non si verificano tanto nelle periferie urbane, quanto e soprattutto nei centri storici e nei quartieri centrali, nelle zone con un certo degrado da un punto di vista edilizio e con costi abitativi bassi. Nel momento in cui queste zone vengono sottoposte a restauro e miglioramento urbano, tendono a far affluire nuovi abitanti ad alto reddito e ad espellere i vecchi abitanti a basso reddito, i quali non possono più permettersi di risiedervi..
Il termine in lingua italiana gentrificazione risulta attestato dal 2003. Secondo Raffaella Setti dell'Accademia della Crusca non sembra essere stato cercato un termine italiano diverso perché è un termine che comprende due fenomeni collegati, ma distinti: la riqualificazione immobiliare e urbanistica di un quartiere e la trasformazione radicale della composizione sociale con la sostituzione dei vecchi residenti... Sicuramente tale concentrazione di più significati in un’unica parola, che si presta anche a interpretazioni socio-politiche differenti, ha scoraggiato la ricerca di un termine corrispondente in italiano.

### Gentrificazione rurale
Quando le stesse trasformazioni sociali avvengono in aree rurali si parla di gentrificazione rurale.

### Turistificazione
Quando queste trasformazioni socio-economiche si determinano per un orientamento dei mercati al soddisfacimento unico delle esigenze del turismo, si parla di turistificazione.

### Alcuni esempi in Italia
Anche in Italia il fenomeno è presente e si può osservare in alcuni quartieri di grandi città. Esempi di aree urbane gentrificate o in corso di gentrificazione sono:
- Ostiense (Gazometro),Trastevere[10], Testaccio[11], San Lorenzo e il Pigneto a Roma[senza fonte]
- San Salvario e Borgo Rossini a Torino[12][13]
- Isola[14][15] e Nolo[16] a Milano
- Il Rione Sanità e i Quartieri Spagnoli a Napoli[senza fonte]
- San Niccolò a Firenze[1][17]
- Bolognina a Bologna